# Genyornis
Genre
Espèce
Statut de conservation UICN

 EX  : Éteint
Genyornis est un genre éteint d'oiseau inapte au vol de la famille également éteinte des Dromornithidae. Il est connu par une seule espèce, Genyornis newtoni.

## Description
C'étaient de grands oiseaux, mesurant 2 m à 2,50 de haut pour un poids de 220 à 240 kg, incapables de voler, qui vivaient en Australie au Pléistocène supérieur jusqu'à il y a environ 50 000 ans et qui ont disparu à l'époque de l'arrivée des premiers hommes.
Ces oiseaux étaient probablement au moins en partie herbivores. On ne sait pas s'ils étaient aussi carnivores mais le bec puissant retrouvé chez certains fossiles laisse supposer qu'ils étaient à la fois carnassiers et charognards, un petit peu comme les hyènes de nos jours[réf. souhaitée].
Leurs plus proches parents actuels seraient les Ansériformes (canards) ou les Galliformes (poules).
En 2016, une datation isotopique de 700 fragments de coquilles d'œufs a été réalisée. Elle montre que cette espèce s'est éteinte très rapidement, trop rapidement pour que cela soit explicable par un changement de climat et, sans qu'on puisse en apporter la moindre preuve, sa disparition semble bien due aux premiers hommes arrivés sur le continent.

## Étymologie
Le nom du genre vient du grec γένυς (génus) « mâchoire ; menton » et ὄρνις (órnis) « oiseau », à cause de la mâchoire inférieure relativement grande, et le nom d'espèce rend hommage à Alfred Newton.